# Henry John Kaiser

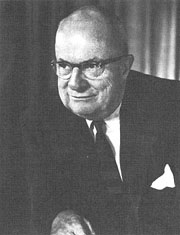
Henry J. Kaiser

Henry John Kaiser (* 9. Mai 1882 in Sprout Brook, New York; † 24. August 1967 in Honolulu, Hawaii) war ein US-amerikanischer Industrieller, der als Vater des modernen US-amerikanischen Schiffbaus bekannt wurde. Aus seinen Kaiser Shipyards wurden nach dem Zweiten Weltkrieg Kaiser Steel und Kaiser Aluminum gebildet.

## Die ersten Jahre
Kaiser begann sein berufliches Leben als Kassierer in einem Damenoberbekleidungsgeschäft in Utica und musste danach oft umziehen, da er die Geschäftsgebiete Fotografie und Waffen übernahm; schließlich landete er in Vancouver in Kanada. 1912 gründete er ein Straßenbauunternehmen mit Niederlassungen in Spokane, Skagit und Vancouver. Die Henry J. Kaiser Company Ltd. wurde 1914 in Vancouver gegründet. Unter den frühen Aufträgen gab es auch eine Herausforderung im Ausland: Er baute die ersten Straßen mit Betonoberfläche in Kuba. 1921 bekam Kaiser seinen ersten Straßenbauauftrag in Kalifornien und verlegte den Sitz seiner Firma nach Oakland. Von da an profitierte er vom Ausbau des ständig wachsenden kalifornischen Straßennetzes. Durch geschickte Führung der Geschäfte, die auch eine besonders gute Bezahlung der Arbeiter einschloss, gelang es Kaiser, seine Aufträge billiger als kalkuliert und auch noch vorzeitig fertigzustellen. Dies brachte ihm weitere öffentliche Aufträge in Straßenbau und Infrastruktur ein, wie z. B. den Bau des Hoover Dam am Colorado sowie den Bau der Dämme in Bonneville, Grand Coulee und Shasta, das Legen von Erdgas-Pipelines im Südwesten der USA, Flussbauarbeiten am Mississippi und das Setzen der Unterwassergründungen für die Bay Bridge in San Francisco.

## Zweiter Weltkrieg
Während des Zweiten Weltkrieges machte sich Kaiser einen Namen mit seiner Werft in Richmond, da er einen Weg fand, alle 30 Tage ein Frachtschiff fertigzustellen. Diese Schiffe wurden als Liberty-Frachter bekannt. Als sein Team in nur 4 Tagen ein Schiff baute, wurde er sogar weltbekannt. Am Sonntag, dem 8. November 1942, wurde der Frachter mit 10.500 to. Robert E. Peary auf Kiel gelegt und am Donnerstag, dem 12. November 1942, vier Tage und 15½ Stunden später, verließ das fertige Schiff das Dock Nr. 2 in Richmond. Der Bauzeitrekord für diese Schiffsklasse lag vorher bei 10 Tagen für die Joseph M. Teal.
Weitere Kaiser-Werften gab es in Ryan Point am Columbia River in Washington und in Portland (Oregon). Ein kleineres Schiff entstand am 16. November 1942 auf der Werft in Vancouver in nur 71 Stunden und 40 Minuten. Die Konzepte, die Kaiser für die Serienherstellung von Handels- und Kriegsschiffen entwickelte, werden heute noch angewandt. Auf seiner Werft in Richmond verwirklichte er erstmals seine Idee einer Krankenkasse, für die er heute am meisten bekannt ist: die Kaiser Permanente HMO. Aus den Schiffsrümpfen von Kaiser wurden auch Amerikas erste Geleitflugzeugträger gebaut, über 100 kleine Flugzeugträger, die an den Seeschlachten im Atlantik und Pazifik teilnahmen. In Hollywood entstand ein Film über den Bau der Liberty-Frachter, der die neuen Methoden, wie Lichtbogenschweißen, und die Montage größerer Schiffssektionen zeigte, die erst später zusammengeschweißt wurden.

## Nachkriegszeit
Als großer Grundstücksmakler gründete Kaiser die Vorstädte Hawaii Kai bei Honolulu (wo heute eine High School nach ihm benannt ist) und Panorama City bei Los Angeles.
1945 tat sich Kaiser mit Joseph W. Frazer, zusammen und gründete eine neue Automobilfabrik aus den Überresten von Graham-Paige, dessen Geschäftsführer Frazer vorher war. Die Produktion begann in einem ehemaligen Ford-Werk in Willow Run, das Ford ursprünglich für die Herstellung von Kriegsflugzeugen im Zweiten Weltkrieg gebaut hatte. Kaiser Motors stellte bis 1955 Automobile unter den Namen Kaiser und Frazer her. Dann schloss das Unternehmen seine Pforten und verkaufte die Fertigungseinrichtungen an Firmen in Argentinien und Brasilien. Ende der 1960er-Jahre wurden diese südamerikanischen Unternehmen an ein Konsortium von Ford und Renault verkauft. 1953 kaufte Kaiser Willys-Overland, das u. a. den Jeep herstellte, und benannte das Unternehmen in Willys Motor Company um. 1963 änderte sich der Name nochmals, diesmal in Kaiser Jeep Corporation, und 1970, als sich Kaiser endgültig vom Automobilgeschäft verabschiedete, wurde das Unternehmen an AMC verkauft. Als Teil dieser Transaktion übernahm Kaiser 22 % der Geschäftsanteile an AMC, veräußerte sie aber später wieder.
1946 etablierte sich Kaiser mit der Gesellschaft Kaiser Aluminum in der Aluminiumindustrie. 1948 gründete er die Henry J. Kaiser Family Foundation, eine in den USA ansässige, private Stiftung, die sich um die Gesundheitsfürsorgeplanung in Amerika verdient machte.
Seine letzten Jahre verbrachte Henry J. Kaiser meist in Honolulu und engagierte sich zunehmend in der Stadtentwicklung. Er gründete das Kaiser Hawaiian Village Hotel, heute eines der bekanntesten Hilton-Hotels der Welt. Kaiser baute auch eine der ersten kommerziell genutzten geodätischen Kuppeln dort. Er war am Bau von Stadtteilzentren, Straßen und Schulen beteiligt. Kaiser beförderte auch die medizinische Entwicklung, indem er verschiedene Krankenhäuser, medizinische Zentren und Bildungsstätten entwarf und baute. Sein Bergbauzentrum in Eagle Mountain (heute eine moderne Geisterstadt), Teil des ersten Fertigungsverbundes für Bergbau und Weiterverarbeitung an der Westküste, mittels Eisenbahn an seine Mühle in Fontana angebunden, war der Geburtsort von Kaiser Permanente, der ersten Health Maintenance Organization. In Fontana gibt es nun noch eine weitere High School, die nach Kaiser benannt wurde.
Nachfolger in der Leitung seiner Firmen wurde sein Sohn Edgar F. Kaiser. Kaisers Enkel, Edgar F. Kaiser jr., war früher Vorsitzender von Kaiser Steel. Von 1981 bis 1984 gehörte ihm auch die in der NFL spielende Footballmannschaft Denver Broncos. Einen anderen Enkel, dessen Name ebenfalls Henry Kaiser ist, kennt man als experimentellen Gitarristen.
Henry J. Kaiser liegt auf dem Mountain View Cemetery in Oakland begraben.